# Woluwe Shopping Center
 (août 2025).
Si vous disposez d'ouvrages ou d'articles de référence ou si vous connaissez des sites web de qualité traitant du thème abordé ici, merci de compléter l'article en donnant les références utiles à sa vérifiabilité et en les liant à la section « Notes et références ».
Le Woluwe Shopping Center est un grand centre commercial de Belgique, situé à Woluwe-Saint-Lambert (le long du boulevard de la Woluwe) à Bruxelles, près de la station de métro Roodebeek. Il a ouvert ses portes le 4 septembre 1968 et compte plus de 130 enseignes.

## Accessibilité
Ce site est desservi par les lignes 1, 8, 29, 42, 45 et N05 de la STIB, par la ligne de bus E12 du réseau TEC et par la ligne R59 du réseau De Lijn à l'arrêt Roodebeek.
Il est également desservi par la ligne du tram 8 à l'arrêt Woluwe Shopping.